# Gheorghe Mihail
Gheorghe Mihail, romunski general, * 1887, † 1982.